# Idioma bhoshpuri
El bhhōjapurī, bhoyapuri o bhoshpuri es una lengua bihari hablada en el noreste de la India en el occidente del estado de Bihar, la parte norte de Jharkhand, y la región Purvanchal de Uttar Pradesh, así como el sur de Nepal. También es hablado en Guyana, Surinam, Fiyi, Trinidad y Tobago, Mauricio y Sudáfrica.
Tiene unos 55 millones de hablantes aproximadamente.